# Sonic the Hedgehog 2 (film)
Sonic the Hedgehog 2 is een Amerikaans-Japanse komische avonturenfilm uit 2022, gebaseerd op de gelijknamige computerspelserie van Sega. De film werd geregisseerd door Jeff Fowler, naar een scenario door Patrick Casey en Josh Miller.
De film ging op 30 maart 2022 in première in de Nederlandse en Vlaamse bioscopen en op 8 april 2022 in de Amerikaanse bioscopen.

## Plot
Nadat Dokter Robotnik vastzat op de paddenstoelenplaneet, waar hij in de vorige film naartoe gezonden werd, weet hij op een speciale manier terug te keren naar de aarde: door een elektronisch sein komen er jagers naar de planeet om te kijken waar het vandaan kwam. Robotnik doodt ze en is van plan terug te keren naar de aarde, tot ineens Knuckles de Mierenegel tevoorschijn komt, die is meegekomen. De twee besluiten samen te werken: de stam van Knuckles blijkt al lang op zoek te zijn naar de Master Emerald, een edelsteen met verwoestende krachten. Supersonische, blauwe egel Sonic blijkt te weten waar deze is. In ruil voor de Master Emerald neemt Robotnik Knuckles mee om Sonic te grijpen.
Sonic zelf wil er intussen alles aan doen om een echte held te worden en klaar te staan voor noodgevallen. Bij een mislukte poging om een overval te stoppen vernietigt hij per ongeluk een huizenblok en de waterleiding. Zijn vriend Tom spreekt hem hier op aan. Kort daarna gaan Tom en zijn vrouw Maddie, bij wie Sonic in huis woont, op vakantie naar Hawaï om de bruiloft van Maddies zus te vieren. Sonic besluit thuis te blijven. Maar al snel nadat ze vertrokken zijn, verschijnen Robotnik en Knuckles die Sonic proberen te doden. Sonic blijkt niet sterk genoeg, totdat er een gele vos genaamd Tails verschijnt, die Sonic helpt. Wanneer ze ontsnapt zijn vertelt Tails dat hij van een andere planeet komt en Sonic al die tijd gevolgd heeft. Nu hij merkt dat er gevaar dreigt, besluit hij zijn grote held te helpen. Ook vertelt hij over Knuckles en de Master Emerald. Sonic weet zelf niet waar hij is, maar wanneer ze schuilen bij de politie ziet hij de oorzaak: de kaart die hij van zijn moeder Longclaw heeft gekregen, waarop andere veilige werelden te zien zijn, bevat een afbeelding van de Master Emerald en aanwijzingen om deze te vinden. Dan verschijnt Longclaw in een hologram, en vertelt dat ze de beschermer van de Emerald was en de taak nu aan Sonic overdraagt. Sonic en Tails gaan gelijk op zoek naar de Emerald om hem veilig voor Robotnik en Knuckles te houden.
De eerste aanwijzing is in Siberië. Er is daar een hevige sneeuwstorm bezig, en de twee besluiten daarom te schuilen in een hut. Door miscommunicatie met de Russen in de hut, wordt er een poging gedaan om Sonic en Tails in het vuur te gooien, maar Tails gebruikt het woord 'Pivonka' en de poging stopt. Pivonka blijkt een dansgevecht te zijn. Door speciale technieken winnen de twee, en ze blijven in de hut slapen.
De volgende dag gaan ze verder met de zoektocht en vinden een tempel. De tempel bevat een kompas naar de Emerald, maar Robotnik steelt hem. In een achtervolging door de sneeuw lukt het Tom om Sonic te redden met een van Sonics ringen, waarmee je naar andere plekken kunt reizen. Zo komt Sonic op Hawaï terecht. De tempel met de Emerald blijkt vlakbij Hawaï te zijn, en Sonic wil er op af gaan. Helaas blijkt de hele bruiloft nep te zijn. Iedereen is een agent van de Guardian Units of Nations die de bruiloft geplot hebben om Sonic en Tails te vangen: de politie is namelijk op zoek naar ze, vanwege het feit dat ze misschien gevaarlijk zijn. Tom en Maddie weten ze te bevrijden en Sonic gaat naar de Emerald. Ondanks een hevig gevecht in de tempel, lukt het Robotnik om de Emerald te pakken. Knuckles is hierdoor boos omdat het niet de afspraak was. Nadat Sonic zijn leven redt wanneer de tempel met water volstroomt, sluit Knuckles zich bij Sonic aan en gaan ze achter Robotnik aan. Die is teruggekeerd naar de stad en het leger probeert hem te arresteren.  Door de enorme krachten van de Emerald mislukt dit, en Robotnik gebruikt zijn krachten om een gigantische robot te bouwen en de stad te verwoesten. Maar Knuckles dringt de robot binnen en pakt de Emerald af, hoewel Robotnik de robot nog steeds bestuurd. Sonic gebruikt de kracht van de Emerald om Super Sonic te worden en hij verslaat de robot. Hij beschouwt Tom en Maddie later als familie.
Een postcreditscene onthult een topgeheim 50 jaar oud experiment, Project: Shadow. Het resultaat hiervan ontwaakt in zijn capsule.

## Rolverdeling
- Ben Schwartz als de stem van Sonic
- Colleen O'Shaughnessey als de stem van Miles "Tails" Prower
- Idris Elba als de stem van Knuckles
- James Marsden als sheriff Tom Wachowski
- Jim Carrey als Dr. Ivo Robotnik
- Tika Sumpter als Maddie, vriendin van Tom
- Natasha Rothwell als Rachel, Maddies oudere zus
- Adam Pally als Billy Robb, collega en vriend van Tom
- Shemar Moore als Randall, Rachels verloofde

### Nederlandse cast
- Najib Amhali als Sonic[2]
- Randy Fokke als Tails
- Emmanuel Ohene Boafo als Knuckles
- Joshua Albano als Tom
- Huub Dikstaal als Dr. Robotnik
- Carolina Dijkhuizen als Maddie
- Peggy Vrijens als Rachel

### Vlaamse cast
- Sander Gillis is Sonic[3]
- Aagje Dom is Tails
- Koen Van Impe als Dr. Robotnik
- Dries Vanhegen als Knuckles
- Kobe Van Herwegen als Tom
- Ianthe Tavernier als Maddie
- Jeroen Van Dyck als Randall
- Daisy Thys als Rachel